# Göllitzhof
Göllitzhof (auch Göllitz) ist eine Rotte in der Gemeinde Unserfrau-Altweitra im Bezirk Gmünd in Niederösterreich.

## Geografie
Die Ortslage befindet sich westlich der über den Mandlstein führenden Straße. Erreichbar ist sie, indem man sich bei der G'peckten Buche bzw. der Schwedenkapelle nach Westen wendet, wo eine schmale Fahrstraße den Ort erschließt. Dieser besteht aus dem Gehöft Göllitzhof, dem Edenhof, dem Würgelhäusl und weiteren Lagen unmittelbar an der Staatsgrenze zu Tschechien.

## Geschichte
In Folge der Theresianischen Reformen wurde der Ort dem Kreis Ober-Manhartsberg unterstellt. Im Franziszeischen Kataster von 1823 ist die Ortslage als Jöllitzen verzeichnet. Der Ort war ursprünglich Teil von Göllitz in Böhmen.

## Sehenswürdigkeiten
Beim Göllitzbach befindet sich ein Durchströmungsmoor. Sein Torfkörper wird vom Grundwasserstrom des Göllitzbaches infiltriert und mit Nährstoffen versorgt.